# Славка Смиљанић

Славка Смиљанић (2. јануар 1961) је бивша српска и југословенска рукометашица. Са репрезентацијом Југославијом освојила је бронзану медаљу на Светском првенству 1982. године. Добитник је националног признања Републике Србије.